# Ghost in the Shell: Stand Alone Complex GET9
Ghost in the Shell: Stand Alone Complex GET9 è un singolo speciale della colonna sonora della serie animata Ghost in the Shell: Stand Alone Complex, composta da Yōko Kanno.

## Lista delle tracce
1. GET9
  - Vocals: Jillmax

2. rise
  - Vocals: Origa

3. icy mice - (Chairman Tadokoro's Secret Party)
  - Vocals: Gabriela Robin

4. GET9 (naked)
  - Vocals: Jillmax